# Stallo aerodinamico
Lo stallo in fluidodinamica è una riduzione (critica) del coefficiente di portanza dovuto ad un aumento dell'angolo d'incidenza di un profilo aerodinamico, come ad esempio un profilo alare, di una pala d'elica o di una girante di turbomacchina, oltre un valore critico specifico per ciascun profilo. Il valore minimo dell'angolo d'attacco per il quale si manifesta il fenomeno è chiamato angolo d'attacco critico; tale valore, che corrisponde al massimo del coefficiente di portanza, varia significativamente a seconda del particolare profilo o del numero di Reynolds che si prenda in esame. Un valore medio si aggira attorno ai 15°.
Negli ultimi anni vi è stato un incremento nell'uso della spinta direzionale o vettoriale per superare i limiti dello stallo.

## In aerodinamica
Lo stallo aerodinamico si ha quando il punto di separazione del flusso sul dorso, (cioè dove la corrente si stacca dalla parte dorsale del profilo alare per un aumento dell'incidenza), sia avanzato, rispetto alla direzione della corrente stessa, al punto che il flusso sia separato sulla quasi totalità del dorso del corpo.
Su un profilo alare il flusso si separa a causa dei gradienti avversi di pressione, quindi per migliorare le prestazioni di un profilo nei confronti dello stallo, è necessario ritardare l'avanzamento del punto di separazione; questo spiega l'adozione di sistemi di ipersostentazione su pressoché tutti i profili alari.
Al contrario di quello che si può pensare, si può verificare lo stallo non solo a velocità limitate, ma anche a velocità elevate (stallo ad alta velocità, nel gergo dei piloti detto anche stallo di potenza). Nel caso di manovre molto brusche la variazione di angolo d'attacco del profilo alare può avvenire in modo troppo veloce per permettere l'aderenza dello strato limite, superando quindi l'incidenza critica. Lo stallo ad alte velocità è molto più pericoloso dello stallo a basse velocità, a causa della rapidità con cui si possono superare i fattori di carico limite (G) consentiti dalla struttura del velivolo.
Nella fase di atterraggio gli aerei estendono gli ipersostentatori anteriori (slat) e posteriori (flap) dell'ala, ottenendo in questo modo un aumento significativo della portanza e permettendo all'aereo di volare ad una velocità più bassa. L'estensione dei flap comporta un elevato aumento della resistenza aerodinamica che tuttavia è utile in fase di atterraggio. L'utilizzo dei flap quindi permette di approcciare a velocità ridotte senza incorrere nello stallo e quindi toccare terra con più sicurezza.
La velocità di stallo è direttamente proporzionale alla radice quadrata del peso del velivolo e inversamente proporzionale alla radice quadrata della densità dell'aria, della superficie alare e del coefficiente di portanza massimo.
V{\displaystyle V_{min}=\surd (\left({\frac {2P}{\rho SC_{L}max}}\right)}
Durante lo stallo gli alettoni perdono efficacia; per effettuare la rimessa occorre quindi agire con la pedaliera prima che l'aeroplano entri in vite, grazie all'effetto di rollio indotto, efficace anche alle basse velocità. In seguito bisogna spostare al più presto la barra avanti per abbassare il muso, prestando attenzione a non muoverla lateralmente (agendo sugli alettoni, se possibile, aumentare la potenza del motore). Raggiunta una velocità sufficiente, si riporta l'aereo nell'assetto desiderato. Più la manovra di rimessa è eseguita correttamente, meno quota viene persa, fattore sensibile in prossimità del suolo.
Nonostante nessun pilota si auguri d'incorrere in uno stallo involontario, questa fase del volo è molto usata dai piloti acrobatici. Durante uno show acrobatico capita spesso di assistere a una salita a candela seguita da uno stallo volontario, oppure dalle "scampanate": una serie di stalli consecutivi molto spettacolari e difficili da eseguire.

## Nei compressori
Lo stallo è un meccanismo attraverso il quale il compressore riesce ad adattarsi ad un flusso che risulta insufficiente per il corretto funzionamento della macchina. Invece di avere il flusso distribuito lungo tutta la sezione circolare del compressore, il flusso si suddivide in maniera non uniforme, di modo che alcuni canali sono interessati da un flusso relativamente grande, mentre altri da un flusso piuttosto piccolo.
Nei compressori si ha un aumento del rapporto di compressione al diminuire della portata massima che lo interessa, sino alla situazione limite in cui il rapporto di compressione è massimo: ogni ulteriore riduzione di portata conduce allo stallo, secondo i due seguenti meccanismi:
- stallo progressivo
- stallo improvviso.

### Stallo progressivo
La perdita di prestazione risulta abbastanza piccola e spesso la presenza dello stallo è indicata soltanto da un cambiamento di rumore della macchina.

### Stallo improvviso
Si ha una perdita molto più grande in pressione e portata: quando il compressore va in stallo il punto medio di funzionamento si abbassa rapidamente seguendo la linea di regolazione della macchina, fino ad arrivare a fermarsi in un nuovo punto che presenta un incremento di pressione che può essere anche solo una frazione del valore precedente lo stallo.
In entrambi i casi il flusso non si mantiene più asimmetrico ma presenta una distribuzione circonferenziale non uniforme ruotante lungo la sezione anulare di passaggio, in una condizione denominata stallo rotante.
All'interno di una cella di stallo la velocità, assiale o meridiana, risulta assai inferiore rispetto a quella del flusso in normali condizioni, mentre la velocità circonferenziale può essere ben più elevata.